# Map of the Soul: 7 – The Journey
MAP OF THE SOUL: 7 ~THE JOURNEY~ – czwarty japoński album studyjny południowokoreańskiej grupy BTS, wydany 15 lipca 2020 roku przez Universal Music w ośmiu edycjach: regularnej, czterech limitowanych (A-D), fanklubowej oraz dwóch ekskluzywnych dla sieci sklepów Universal Music Store i Seven Net.
Ów projekt zawiera wersje japońskie piosenek grupy, które znalazły się na ich poprzednich materiałach, jak Love Yourself: Tear i Answer (2018), Map of the Soul: Persona (2019), a także Map of the Soul: 7 (2020). Album promowały trzy single – FAKE LOVE/Airplane Pt.2, Lights/Boy with Luv i główny utwór – „Stay Gold”, który zostanie wykorzystany jako utwór przewodni serialu Spiral Labyrinth – DNA Science Investigation (jap. らせんの 迷宮 – DNA 科学捜査).

## Lista utworów
| CD  | CD                               | CD      |
| Nr  | Tytuł utworu                     | Długość |
| --- | -------------------------------- | ------- |
| 1.  | „"INTRO: Calling”                | 1:24    |
| 2.  | „Stay Gold”                      | 4:04    |
| 3.  | „Boy with Luv” (wer. japońska)   | 3:51    |
| 4.  | „Make It Right” (wer. japońska)  | 3:42    |
| 5.  | „Dionysus” (wer. japońska)       | 4:08    |
| 6.  | „IDOL” (wer. japońska)           | 3:43    |
| 7.  | „Airplane Pt. 2” (wer. japońska) | 3:41    |
| 8.  | „FAKE LOVE” (wer. japońska)      | 4:05    |
| 9.  | „Black Swan” (wer. japońska)     | 3:18    |
| 10. | „ON” (wer. japońska)             | 4:06    |
| 11. | „Lights”                         | 4:53    |
| 12. | „Your eyes tell”                 | 4:05    |
| 13. | „OUTRO: The Journey”             | 1:16    |

| DVD / Blu-ray | DVD / Blu-ray                                | DVD / Blu-ray |
| Nr            | Tytuł utworu                                 | Długość       |
| ------------- | -------------------------------------------- | ------------- |
| 1.            | „Stay Gold Music Video”                      |               |
| 2.            | „ON Music Video” (wer. japońska)             |               |
| 3.            | „Black Swan Music Video” (wer. japońska)     |               |
| 4.            | „Lights Music Video”                         |               |
| 5.            | „IDOL Music Video” (wer. japońska)           |               |
| 6.            | „Airplane Pt. 2 Music Video” (wer. japońska) |               |
| 7.            | „Fake Love Music Video” (wer. japońska)      |               |
| 8.            | „Stay Gold Making of Music Video”            |               |
| 9.            | „Making of Jacket Photos”                    |               |